# John Nance Garner
John Nance „Cactus Jack” Garner (ur. 22 listopada 1868 w Detroit, Teksas, zm. 7 listopada 1967 w Uvalde) – amerykański polityk, działacz Partii Demokratycznej, 32. wiceprezydent USA w latach 1933–1941.
Członek Izby Reprezentantów w latach 1903–1933, Spiker Izby Reprezentantów w latach 1931–1933.
Garner żył ponad 98 lat, najdłużej ze wszystkich amerykańskich wiceprezydentów.
W 1932 ubiegał się o nominację demokratów jako ich kandydat na prezydenta. Wycofał się jednakże z wyścigu i poparł kandydaturę gubernatora stanu Nowy Jork Franklina Delano Roosevelta. W zamian za to został desygnowany jako jego partner na liście i pretendent do urzędu wiceprezydenta. Tandem Roosevelt-Garner wygrał wybory i ten ostatni sprawował swój urząd w latach 1933–1941, a więc pełne dwie kadencje.
Garner nie był jednak zachwycony polityką Nowego Ładu. W 1940 rzucił wyzwanie Rooseveltowi na konwencji w Chicago. W głosowaniu nad kandydaturą zajął drugie miejsce (po Roosevelcie, a przed ministrem poczty Jimem Farleyem i senatorem Millardem Tydingsem z Maryland); większość prezydenta była jednak przytłaczająca. Trzeciej nominacji wiceprezydenckiej Garner nie otrzymał.